# Rain (Madonna-dal)
A Rain című dal Madonna amerikai énekesnő ötödik kimásolt kislemeze volt a szintén ötödik Erotica című stúdióalbumáról, mely 1993. július 17-én jelent meg a Maverick kiadónál. A dalt Észak-Amerikában a negyedik kislemezként jelentették meg. A dal később felkerült a Something to Remember című ballada válogatásalbumra. A dalt Madonna és Shep Pettibone írta, és készítette. A dal egy pop és R&B dal, trip hop és new age elemekkel. A "Rain" sokkal "barátságosabb" kompozíciót tartalmaz, mint az a albumról megjelent többi kislemez. A szöveg az eső a szerelem megerősítő hatásához hasonlítja, valamint a víz azon képességét, hogy megtisztítsa, és elmossa a fájdalmat. Az "Erotica" többi dalához hasonlóan a szexuális érintkezés is egy lehetséges értelmezése a dalnak.
A dal pozitív visszajelzést kapott a zenekritikusoktól, akik kivételes balladának tartották az "Erotica" nyiltan szexuális tartalmai között. Az Egyesült Államokban a Billboard Hot 100 listán a 14. helyre került, míg Ausztráliában, Kanadában, Írországban, Olaszországban, Japánban, és az Egyesült Királyságban Top 10-es sláger lett. A klipben, melyet Mark Romanek rendezett, Madonna a dalt különféle hátterek előtt énekli egy forgatáson. A klipet számos kritikus dicsérte innovációja és operatőri teljesítménye miatt. Madonna a dalt csak az 1993-as The Girlie Show részeként adta elő, míg a dal remixeit videóbejátszásként használták a 2008–2009-es Sticky & Sweet Tour során.

## Előzmények és megjelenés

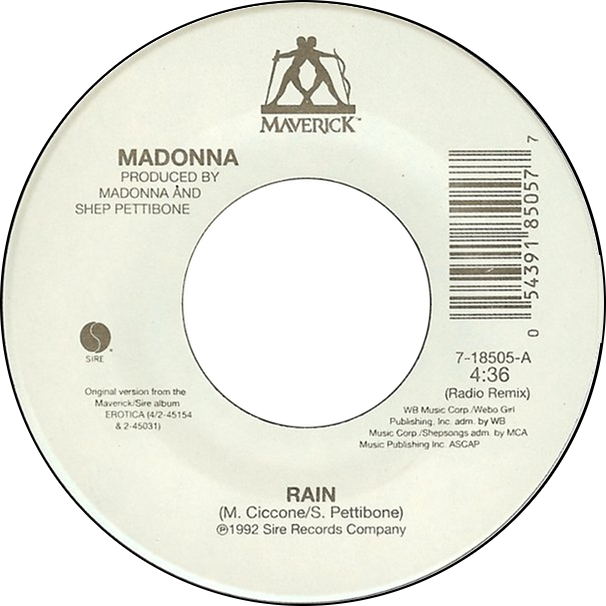
A "Rain" című dal kislemeze

A Micsoda csapat! című film forgatása után Madonna elkezdett dolgozni ötödik, Erotica című stúdióalbumán Shep Pettibone-nal. A "Rain" volt az első olyan dal, melyet az albumhoz fejlesztettek a Deeper and Deeper, az Erotica, és a "Thief of Hearts" mellett, az 1991. októberi és novemberi dalszövegírás során. Pettibone szerint ezek a dalok lényegében Madonna történetei és mondanivalói. A "Rain"-t Madonna és Pettibone közösen írták, és készítették. Kezdetben ő írta a dalt az 1939-es Withering Heights című film zenei adaptációjához, melyet Alek Keshishian rendezett. Pettibone billentyűs hangszereket adott a dalhoz, illetve egy másik zenész,Tony Shimkin is részt vett a felvételen, aki dobprogramokat adott hozzá. A felvételt P. Dennis Mitchell és Robin Mancock, míg a keverést Goh Hotoda ügyelte.
A dal az Erotica album ötödik kislemezeként jelent meg 1993. augusztus 5-én. A dal negyedik kislemezként jelent meg az Egyesült Államokban, és Kanadában, mivel az előző kislemez, a Fever nem jelent meg kereskedelmi forgalomban. A kislemezen szerepelt egy korábban kiadatlan dal, az "Up Down Suite" mely a "Goodbye to Innocence" 12 perces dub változata, egy kihagyott dal, melyet az Erotica album rögzítése során vettek fel. A kislemez ezen verziója tartalmazza a "Waiting" című albumváltozat Danny Saber remixét is, amely Everlast rap betétjét tartalmazza. Az Egyesült Királyságban a kislemez tartalmazta az 1986-os Open Your Heart című dalt, melyet akkoriban egy Peugeot autóreklámban használtak. A "Rain" később felkerült Madonna balladákat tartalmazó válogatás lemezére, a Something to Remember címűre, és azóta nem jelent meg más válogatáson.

## A dal összetétele
A "Rain" egy pop és R&B ballada, trip hop és new age hatásokkal keveredve. A felnőtt kortárs formátumra készült dal hangzásában barátságosabb, mint az "Erotica" többi kislemeze. Az Alfred Music Publishing által kiadott kotta szerint a dal B♭-dúr kulcshangjában íródott. A dal tempója mérsékelt, nem túl gyors 92 BPM/ perc ütemű. A "Rain" című dal az "I feel it, it's coming" bevezető énekkel kezdődik, majd a B♭sus2–E♭6/9–F akkordmenete következik a chorus-ban, és később a versben az E♭–F–B♭ vált át. Madonna énekét egy sötét hangzású c-moll húros hangszer, és egy visszhangzó hi-hat kíséri, melyet a legalsó szinten énekelnek. A dal megragadja az esővel kapcsolatos turbulens elemeket, mint például a mennydörgést, az éles villámokat előidéző hangokat, és az elektromos gitár "vicsorgásának" hajtóerejét. B♭-dúrból a C-dúrba egy kulcsfontosságú változás következik be, amit két beszélt szólam és egy harmónia követ. A codához egy másik dallam is tartozik, és végül a dal harmóniák nélküli csoportkórusban végződik.
Madonna lírailag az esőt a szerelmi érzésekkel hasonlítja össze. Ahogy az eső lemossa a szennyet, a szerelem is megtisztítja a múlt bánatát, így az ember és szerelme a jelen pillanatának érzéseire összpontosít. Richard Harrington a The Washington Post munkatársa úgy jellemezte az esőt, mint egy "optimista Peter Gabriel szerű balladát", amelyben a víz a szerelem metaforája. ('Wash away my sorrow, take away my pain'). Sal Cinquemani (Slant Magazin) szerint a szerző az Erotica balladáira gondol, ami a szexszel kapcsolatos, mondván, az esőt mint "ejakulációt" kiterjesztett metaforként is tekinthetik, azonban nem egyeznek ezzel az értelmezéssel.

## Kritikák

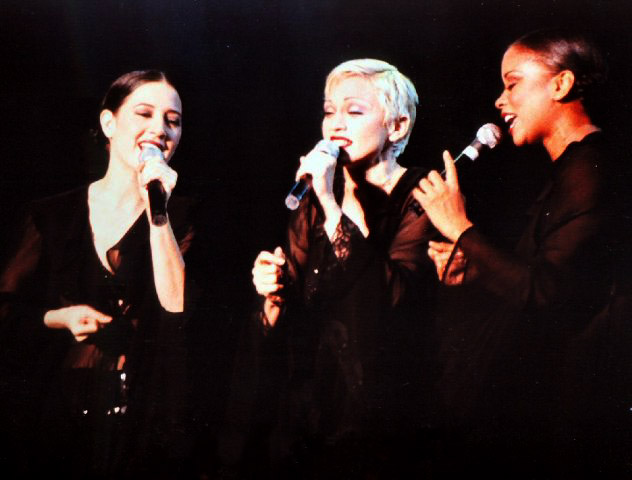
Madonna és háttérénekesei Nicky Harris (jobbra) és Donna De Lory (balra) a "Rain" előadása közben az 1993-as The Girlie Show világtúrnén.

A "Rain" általában pozitív visszajelzéseket kapott. Stephen Thomas Erlewine az AllMusic-tól a dalt Madonna legjobb, és legeredményesebb zenéi közé sorolta. Jose F. Promis szerint Madonna kikövezte az utat a "puhább" megjelenése előtt a 90-es évek közepén. Annie Zaleski a The A.V. Club-tól kijelentette, hogy Madonnát a New Age "érzéki istennővé tette". Paul Verna a Billboard számára készült album áttekintése közben "szép popballadának" nevezte a dalt. A kislemezről szóló kritikában egy másik szerkesztő, Larry Flick ezt írta:

Egy csodálatos, romantikus pillanat Madonna nagyon alulértékelt Erotica opuszából. Lassú és csábító rím alap, mely lépcsőzetes, csillogó szintetizátorok vesznek körül,édes és elbűvölő énekhangokkal. Bár lírailag nem olyan merész, mint a "Bad Girl", de ez egy csodálatosan felépített, emlékezetes dallam, amely annyi figyelmet érdemel, amennyit csak tud.

2018 augusztusában a Billboard a dalt Madonna 73. legjobb dalának választotta, és a Shep Pettibone által tökéletesre csiszolt koprodukciós munkát az R&B Top 20 sláger közé tette. A dal a popzene egyik legidőtlenebb központi lírai képe köré épült, melynek produkciója mélyreható. A benne lévő vokális árnyalatok azt sugallják, hogy Madonna egy nagyszerű 80-as évek végi Jimmy Jam és Terry Lewis lassú dalára pörög. Tony Power a Blendertől az "Erotica" egyik kiemelkedő dalának választotta. Scott Kearnan a Boston.com webhely munkatársa úgy érezte, hogy a dal jó példa arra, hogy mi is hiányzik az [ének] technikából, amit mindig is komolyan próbált pótolni. Megfogalmazta továbbá, hogy Madonna úgy énekel, mintha minden szavában hinne. Troy J. Augusto (Cashbox) úgy nyilatkozott: "Az egyszerű, de hatásos dal is úgy hangzik, mintg egy szerelmi jelenet a Beverly Hills 90210-ből. Néha Miss Ciccone, néha pedig olyan mint Karen Carpenter, gyengéd és félénk. Matthew Jacobs (The Huffington Post) a dalt saját "The Definitive Ranking of Madonna Singles" listáján a 43. helyre helyezte, és úgy érezte, hogy a dal eltér az "Erotica" korábbi "testi" kiadásaitól. "Nem igazán különböztethető meg a többi balladától, amelyet Madonna a 90-es évek elején adott ki, de ott van a fülledt kórus, a felemelő "Here comes the sun" szöveggel. Stephen Sears az Idolator zenei weboldaltól azt írja: "Az album egyetlen tiszta szerelmi kifejezése ez a dal, amely "újralátogatja" az 1986-os "Live to Tell" című epikus balladájának óceáni hangzásvilágát.
Chris Willman a Los Angeles Timestől bírálta a dalszövegeket, mondván: "Annak ellenére, hogy a 80-as évek legjobb kislemezeit készítette, és annak ellenére, hogy őszinte szellemes, Madonna hajlamos a rettenetesen banális rímekre." Richard LeBeau a Medium munkatársa úgy gondolja, hogy a dal Madonna pályafutásának egyik legjobb balladája, mely szerinte soha nem kapta meg a megérdemelt figyelmet, vagy tiszteletet. (Valószínűleg azért, mert karrierjének legvitatottabb szakaszában jelent meg). Alan Jones a Musicweek munkatársa ötből négy csillagot adott a dalra, és megjegyezte, hogy az "Erotica" egyik legkevésbé ihletett dala. James Hamilton az RM Dance magazin munkatársa egy boldog nyitott szívű szerelmes dalként jellemezte. Arion Berger a Rolling Stone magazintól "vágyakozó balladának" nevezte. Sal Cinquemani a Slant Magazintól ezt írta: "Madonna ritkán elismert harmóniái a fagyos ütemek, ütőhangszerek, mennydörgései és a hangzatos "Rain" ég felé tartó zúgásain siklanak. Charles Aaron a Spin magazintól a dalt időtlennek nevezte, mely egy megrázó forgatókönyvet dolgoz ki. Hősnőnk egy hegytetőn várja, hogy a szerelme elmossa a bánatát. Jude Rodgers a The Guardiantól a 18. helyre helyezte a dalt, és az "Erotica" leginkább erogén pillanatának nevezte.
Matthew Rettenmund az Encyclopedia Madonnica szerzője dicsérte a dal énekhangját, és "elegánsan rétegzettnek" nevezte, valamint egy ötletes, egymást átfedő vokálrapnek nevezte, ami kiemelkedővé teszi a produkciót. Chris Wade a The Music of Madonna szerzője úgy gondolja, hogy a "Rain" tökéletes sorrendben van az albumon, hogy felemelje azt a vitatható enyhe minőségi csökkenésből. A korábbi dalokkal, úgy mint a "Waiting" és a "Words" címűekkel. Rikky Rooksby a The Complete Guide to the Music of Madonna szerzője dicsérte a dal rádióbarát hangzását, de úgy érezte, hogy a szöveget már számtalan dalban felhasználták, így összefüggéstelenné téve azokat.

## Slágerlistás helyezések
Az Egyesült Államokban a "Rain" a 14. helyezett volt a Billboard Hot 100-on, ahol összesen 20 hetet töltött. A dal a Hot 100 Airplay listán a 11., míg a Hot Singles Sales listán a 31. helyig jutott. A "Rain" jelentős sikert aratott a Top 40-es listán és az Adult Contemporary listán is, és a 7. helyet érte el mind a Mainstream Top 40-n, mind az Adult Contemporary listán. Ezenkívül a dal a Rhythmic Top 40-en a 38., a Hot Dance Music/Maxi-Singles Sales listán a 13. helyet érte el. A dal végül a 67. lett a Billboard Hot 100-as évvégi összesített listáján 1993-ban. 2013-ban a Billboard Madonna 40. legnagyobb slágereként rangsorolta az Egyesült Államokban a dalt. Kanadában a dal a 2. helyezett volt az RPM magazin általi listán az 1993. szeptember 18-án összeállított heti Top Singles listán. Az RPM Adult Contemporary listáján is az első tíz közé került, és 1993. október 23-án a hetedik helyet érte el. Kanadában ez lett a 15. legkelendőbb kislemez 1993-ban.
A "Rain" Észak-Amerikán kívül több országban is sikeres volt. Ausztráliában a dal a 21. helyen debütált a slágerlistákon, majd az 5. helyen érte el a csúcsot. A dal 20 hétig volt slágerlistás, mígnem a Hung Up 2005-ben megdöntötte az és összesen 23 hétig maradt slágerlistás. Az Ausztrál Hanglemezipari Szövetség (ARIA) arany minősítéssel díjazta a dalt, az eladott 35.000 példányszám miatt. Az Egyesült Királyságban a dal szintén sikeres volt, és a 7. helyen érte el a csúcsot. Az Official Charts Company szerint a kislemezből 2008 augusztusáig 130 771 példány kelt el. A dal Írországban is Top 10-es volt, valamint Új-Zélandon, Svédországban és Svájcban Top 20-as slágerlistás lett.

## Videóklip
A dal videoklipjét Mark Romanek rendező forgatta 1993 májusában, a Santa Monica repülőtér egyik hangárjában, Kaliforniában. A klip elkészítésében Krista Montagna producerként, Harris Sevides operatőrként, Jon Peter Flack gyártásvezetőként, Robert Duffy szerkesztőként, és David Bradshaw mint gardrób-stylistként vett részt. A videóban Madonna egy forgatás alatt látható, Ryuichi Sakamoto japán rendezővel, aki egy japán forgatócsoport mellett játssza a rendezőt. Romanek és Madonna kezdetben Jean-Luc Godfardot, vagy Federico Fellinit akarta rávenni a videóklip rendezői szerepére. A rendező elsődleges ihletője Jean-Baptiste Mondino reklámfilmje volt, Catherine Deneuve színésznő főszereplésével. Madonna a Lockheed Lounge néven ismert szegecselt alumíniumheverőre dőlve feküdt, melyet az akkor még ismeretlen Marc Newson tervezett.
A videó úgy kezdődik, hogy Madonna egy stúdióban a kanapén fekszik, fülhallgatóval a fülében, és komponál egy dalt, majd egy mikrofon előtt énekel, felváltva a rendezőtől kapott utasításokkal. Ezután megjelenik egy napsütötte égboltot ábrázoló erős fényes háttér előtt, egy olyan jelenetben is, amelyen egy férfit csókol meg egy üveg mögött, melyre víz esik. A videó az egész padlót beborító nyitott esernyők légi képével ér véget. Madonna egy teljesen új személyiséget mutatott be a videóban. Parókát viselt, amely rövid, fekete hajú, tüskés frufruval ellátott sapkát tartalmaz. Eltávolította védjegyévé vált anyajegyét, és visszakapta szemöldökét, mely gyakorlatilag láthatatlan volt korábbi videóiban. A megjelenés, a 40-es évek Párizsából, Édith Piaf énekesnőből merített ötletet. A videóban viselt minimalista fekete ruhákat Rei Kawakubo (Comme des Garcons) tervezte, míg az éteri fehér ruhák Viviene Westwood munkáját dicsérik.
A videót 1993. június 21-én mutatták be az MTVn, majd az 1993-as MTV Video Music Awards két kategóriájában is elnyerte a legjobb művészeti rendezés, és a legjobb operatőr kategóriákat. A Slant Magazin "100 legjobb zenei videó" listáján a 70. helyen végzett. Sal Cinquemani a klipet Madonna egyik legszebb videóklipjének nevezte, és azt nyilatkozta: "A vizes klip egyszerű, és üdítően hatott az énekesnő vizuálisan szextől átitatott erotika időszakából". illetve azt nyilatkozta továbbá: "Az ártatlan megjelenés ellenére nehéz elválasztani a képeket a dal kettős részétől". Bryant Frazer, a Studio Daily munkatársa futurisztikus, túlexponált megjelenésként jellemezte, amelyet a japán divatképek befolyásolnak. Megjegyezte továbbá, hogy a videó feszegette az akkokri távfilmes munka határait. Rettenmund a videót a "művészet és mesterség remekművének" nevezte. Megjegyezte, hogy bár Romanek úgy fogalmazott, hogy egy "nosztalgiamentes" videót hoz létre, ehelyett ez a "Rain" volt, mely egy modern rejtélyt mutatott Madonnából, aki számára nem volt idegen a túlexponálás. A videó később kereskedelmi forgalomban is megjelent a Madonna The Video Collection 93:99 (1999) és a Celebration: The Video Collection című 2009-ben megjelent kiadványokon.

## Élő előadások és feldolgozások
Madonna az 1993-as The Girlie Show során adta elő a dalt Niki Haris és Donna De Lory énekesekkel együtt. Mindhárman hosszú, fekete átlátszó köntösben jelentek meg a színpadon. Haris felidézte Lucy O'Brien Madonna: Like an Icon című könyvében a fellépést: "Ez volt az első alkalom, hogy amikor a színpadon ültünk le együtt, éreztük a harmóniánkat. Madonna hangja kezdett erősödni, és új dolgokat próbált ki". A fellépésen a Motown kiadó fiúcsapatának a The Temptations 1971-es „Just My Imagination (Running Away with Me)” című slágerének egy részletét adták elő. A New York-i koncertről írt a The New York Times munkatársa, Jon Pareles, aki úgy érezte az előadás alatt, hogy a zene a Motown, a lánycsapatok, és James Brown dalaira emlékeztetett. A dal befejeztével egy közjáték következett. Egy pierrot és több fekete ruhába öltözött esernyőt tartó táncos kezdett el táncolni. A dal instrumentális változatára beállított közjáték egy koreográfiát tartalmazott, amelyet részben a klasszikus Gene Kelly musical a "Singin' in the Rain" ihletett. Michelle Morgan szerint maga Kelly adott tanácsot Madonnának a koreográfiák egy részében. Az 1993. november 19-i Sydney Cricket Groundon tartott előadást felvették, és jelentették meg 1994. április 26-án VHS és Laserdisc formátumban The Girlie Show: Live Down Under néven.
Tizenöt évvel később a "Rain"-t Madonna Sticky & Sweet Tour videójátékaként használták. A dalt az Eurythmics 1984-es "Here Comes the Rain Again" című sláger elemeivel remixelték, és a Hamatsun Serve japán táncos duó szerepelt benne. A videóban egy pixi látható, aki árnyékot talált egy szirom alatt az esőzés során, és szemtanúja volt, ahogy egy hernyó pillangóvá változik. Ez az előadás szerepelt a Sticky & Sweet Tour élő CD- és DVD-kiadásán, amelyet Madonna Buenos Aires-i (Argentína) fellépései során rögzítettek 2008 decemberében. 2000-ben a brit gótikus csapat a Rosetta Stone feldolgozta a dalt, mely megjelent a Virgin Voices: A Tritute to Madonna Vol. 2. című lemezen. A következő évben a hi-NRG/Eurodance feldolgozás jelent meg az Almighty kiadó gondozásában a Who's That Girls-től. 2016-ban Madonna korábbi háttérénekesei Niki Harris és Donna De Lory is feldolgozták a dalt, és digitális kislemezként jelentették meg. Kislemezük az akusztikus változatból, és a Willie Ray Lewis remix verziójából áll.

## Számlista és formátumok
| - US 7-inch kislemez és kazetta single 1. "Rain" (radio remix) – 4:35 2. "Waiting" (album version) – 5:45 - US and Kanadai CD maxi-single 1. "Rain" (radio remix) – 4:35 2. "Waiting" (remix featuring Everlast) – 4:41 3. "Up Down Suite" – 12:13 4. "Rain" (album version) – 5:24 - US 12-inch vinyl; Ausztrál és Kanadai kazetta maxi-single 1. "Rain" (radio remix) – 4:33 2. "Rain" (album version) – 5:24 3. "Up Down Suite" – 12:13 4. "Waiting" (remix featuring Everlast) – 4:41 - UK 12-inch vinyl, 12-inch picture disc, and CD single 1. "Rain" (radio remix) – 4:35 2. "Open Your Heart" (album version) – 4:13 3. "Up Down Suite" – 12:13 | - Német 12-inch maxi-single 1. "Rain" (album edit) – 4:17 2. "Rain" (remix edit) – 4:33 3. "Fever" (edit one) – 4:03 4. "Fever" (edit two) – 4:27 - Japán és Ausztrál EP 1. "Rain" (radio remix) – 4:35 2. "Waiting" (remix featuring Everlast) – 4:41 3. "Up Down Suite" – 12:13 4. "Rain" (album version) – 5:24 5. "Bad Girl" (extended mix) – 6:29 6. "Fever" (extended 12-inch) – 6:08 7. "Fever" (Shep's Remedy Dub) – 4:29 8. "Fever" (Murk Boys Miami Mix) – 7:10 9. "Fever" (Oscar G's Dope Dub) – 4:53 10. "Rain" (video edit) – 4:32 |

## Slágerlista
| Slágerlistas (1993)                  | Legjobb helyezés |
| ------------------------------------ | ---------------- |
| Ausztrália (ARIA)                    | 5                |
| Ausztria (Ö3 Austria Top 40)         | 24               |
| Belgium (Ultratop 50 Flanders)       | 25               |
| Brazília (ABPD)                      | 8                |
| Kanada Top Singles (RPM)             | 2                |
| Kanada Adult Contemporary (RPM)      | 7                |
| European Hot 100 (Music & Media)     | 15               |
| Finnország (Suomen virallinen lista) | 5                |
| Németország (Media Control Charts)   | 26               |
| Izland (Íslenski Listinn Topp 40)    | 25               |
| Írország (IRMA)                      | 7                |
| Olaszország (Musica e dischi)        | 9                |
| Hollandia (Dutch Top 40)             | 36               |
| Hollandia (Single Top 100)           | 38               |
| Új-Zéland (Recorded Music NZ)        | 20               |
| Svédország (Sverigetopplistan)       | 16               |
| Svájc (Schweizer Hitparade)          | 11               |
| Egyesült Királyság (OCC)             | 7                |
| (Billboard Hot 100)                  | 14               |
| Adult Contemporary (Billboard)       | 7                |
| Dance Singles Sales (Billboard)      | 13               |
| Mainstream Top 40 (Billboard)        | 7                |
| Rhytmic (Billboard)                  | 38               |

| Slágerlista (1993)                                       | Helyezés |
| -------------------------------------------------------- | -------- |
| Ausztrália (ARIA)                                        | 39       |
| Kanada Top Singles (RPM)                                 | 15       |
| Kanada Adult Contemporary (RPM)                          | 44       |
| Európai Unió (Eurochart Hot 100)                         | 96       |
| Hollandia (Dutch Top 40)                                 | 311      |
| Egyesült Királyság (OCC)                                 | 79       |
| Amerikai Egyesült Államok Billboard Hot 100              | 67       |
| Amerikai Egyesült Államok Adult Contemporary (Billboard) | 38       |

| Régió                                                       | Minősítés | Eladott példányszám |
| ----------------------------------------------------------- | --------- | ------------------- |
| Ausztrália (ARIA)                                           | arany     | 35 000^             |
| Egyesült Királyság (BPI)                                    | -         | 130,771             |
| ^ Kiszállítási példányszámok kizárólag a minősítés alapján. |           |                     |

## Bibliográfia
- The Madonna Companion: Two Decades of Commentary. Music Sales Group (1999). ISBN 0-8256-7194-9
- Morgan, Michelle. Madonna. Constable & Robinson (2015). ISBN 978-1472118868
- O'Brien, Lucy. Madonna: Like an Icon. Bantam Press (2008). ISBN 9780552153614
- Oseary, Guy. Madonna: Sticky & Sweet. powerHouse Books (2009). ISBN 9781576875322
- Rettenmund, Matthew. Encyclopedia Madonnica 20. Boyculture Publications (2016). ISBN 978-0-692-51557-0
- Rooksby, Rikky. The Complete Guide to the Music of Madonna. Omnibus Press (2004). ISBN 0-7119-9883-3
- Ryan, Gavin. Australia's Music Charts 1988–2010. Mt. Martha, VIC, Australia: Moonlight Publishing (2011)
- Wade, Chris. The Music of Madonna. Wisdom Twins Books (2016). ISBN 978-1-326-53580-3